# Леополд Стоковски
Леополд Антони Стоковски (на полски: Leopold Anthony Stokowski, 18 април 1882 – 13 септември 1977) е американски и британски оркестров диригент от полски произход.
Известен е със свободното си дирижиране с ръце, което отхвърля традиционната диригентска палка, както и с постигането на характерен за него разкошен звук при изпълненията му с множеството велики оркестри, които е дирижирал.